# Municipio di Vilnius

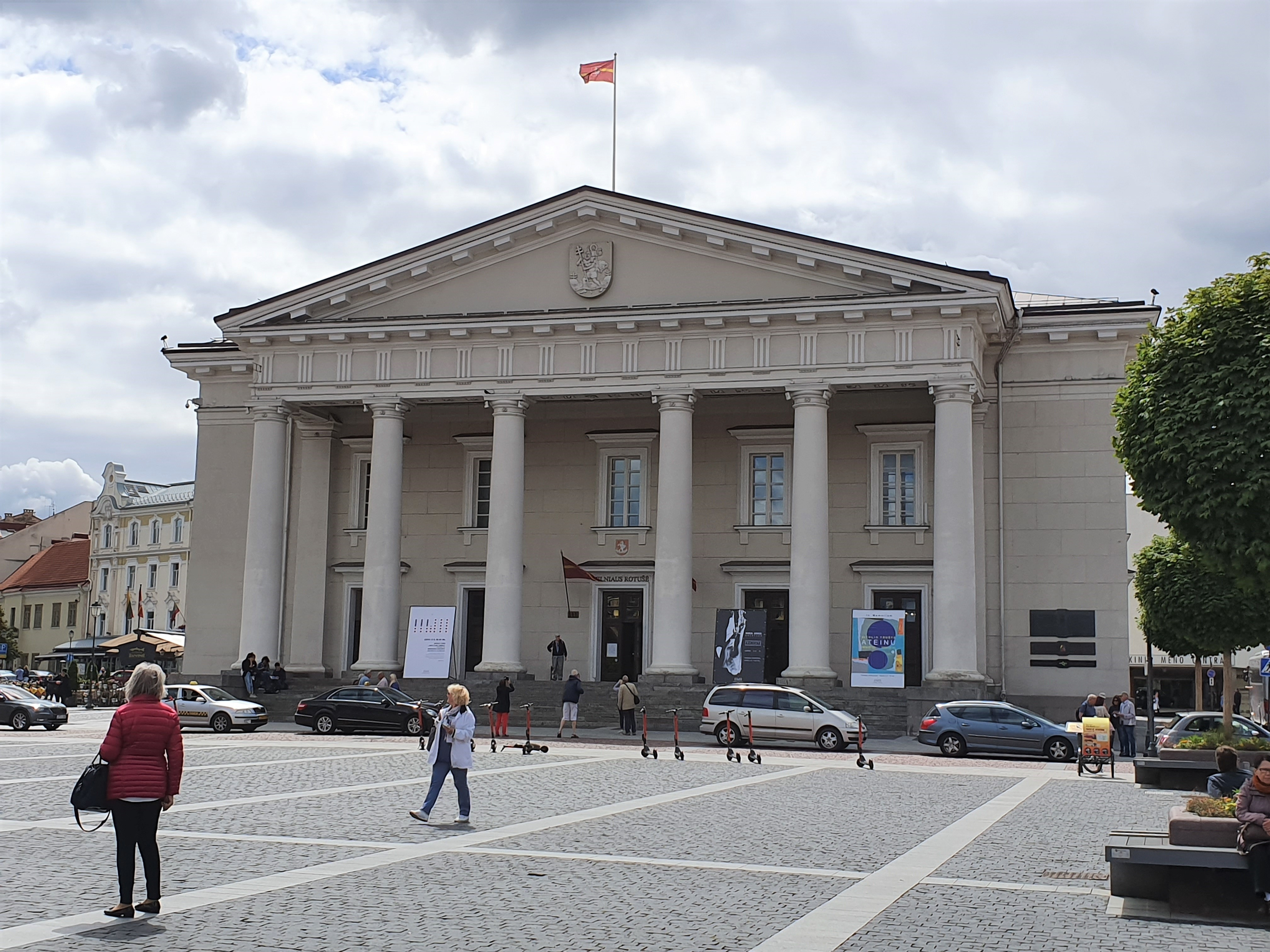
2019

Il municipio di Vilnius (in lituano Vilniaus rotušė) è un municipio storico nella piazza omonima nella città vecchia di Vilnius, in Lituania.

## Architettura
Una struttura simile a un municipio viene menzionata per la prima volta nel 1432: inizialmente in stile gotico, da allora è stato ricostruito molte volte. L'attuale municipio di Vilnius è stato ricostruito secondo i canoni del neoclassicismo su progetto di Laurynas Gucevičius nel 1799. Da allora è rimasto invariato. Alcune aree in stile gotico sono ad oggi conservate e possono essere visitate.
Attualmente è utilizzato per scopi rappresentativi e durante le visite di funzionari e governanti di stati stranieri, tra cui George Walker Bush e la regina Elisabetta II.

## Piazza del Municipio
La Piazza del Municipio (in lituano Rotušės aikštė) alla fine di via Pilies ospita varie attività commerciali ed è sede di alcuni eventi a Vilnius. Le principali fiere annuali, come la fiera di Kaziukas, si svolgono in questa piazza, qui viene decorato l'albero di Natale cittadino, vengono organizzati vari concerti e altre attrazioni, nonché si celebrano le ricorrenze importanti per lo Stato lituano.

### Storia
Già all'inizio del XV secolo la piazza era delimitata da piccole botteghe: con l'espansione della città e lo sviluppo del commercio il numero di piccoli negozi aumentò. La maggior parte dei venditori commerciava sale, ferro e prodotti a base di carne. È noto che tutti questi negozi non avrebbero potuto essere venduti, donati o trasferiti liberamente poiché tutto era strettamente regolamentato. Il commercio nella piazza del municipio era limitato da regolamenti come il divieto per i macellai ebrei di costruire le loro macellerie sia sul mercato urbano che sulla via Vokiečių (tedesca). Si vietò inoltre di acquistare prodotti ai bordi delle strade e rivenderli poi in città a un prezzo più alto. Si trattava una misura volta a cercare di evitare la crescita dell'inflazione, soprattutto se vi era una carenza di qualche prodotto come il grano in tempi di carestia. Le eventuali violazioni venivano punite con multe pecuniarie, fustigazione, reclusione e confisca di merci (i beni requisiti andavano donati a vari rifugi e ospedali).
Seguendo l'esempio di vari insediamenti di spicco del tempo, Vilnius adottò il diritto di Magdeburgo: questo garantiva ai commercianti sulle rotte attraverso Vilnius il diritto di fermarsi nella capitale e di vendere le proprie merci in un mercato. Nel 1503, a causa del numero di commercianti stranieri, in città si costruirono alcuni alloggi situati dove sorge l'attuale edificio della filarmonica nazionale. Vi erano stanze per i venditori e il loro seguito e locali per immagazzinare le merci, nonché spazio per cavalli, carri e slitte nella stagione invernale. Regolamenti severi furono anche imposti a commercianti e corporazioni per quanto riguarda la costruzione dei loro mercati e la partecipazione agli eventi della città.
Tuttavia, con il tempo i rivenditori acquisirono un potere assai rilevante tanto da opporsi talvolta agli ordini dei governanti. Ai commercianti scozzesi ed ebrei nel XVII secolo risultava vietata la cessione di frange e bordi d'oro, d'argento, di seta e semi-seta, ma tale disposizione non veniva applicata ai medesimi articoli prodotti nelle manifatture di Napoli e Francoforte.
Molte attrazioni ed eventi sono stati organizzati nella piazza tra cui esibizioni di orsi, di acrobati itineranti, di comici e di varie compagnie, anche di circhi. La piazza del municipio era il luogo in cui venivano annunciate varie celebrazioni come incontri con ospiti importanti e governanti stranieri e feste di famiglia dei nobili locali.

## Galleria d'immagini

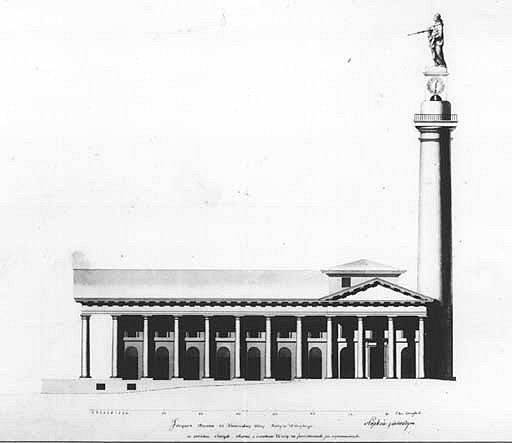
Il primo progetto di ricostruzione di Laurynas Gucevičius
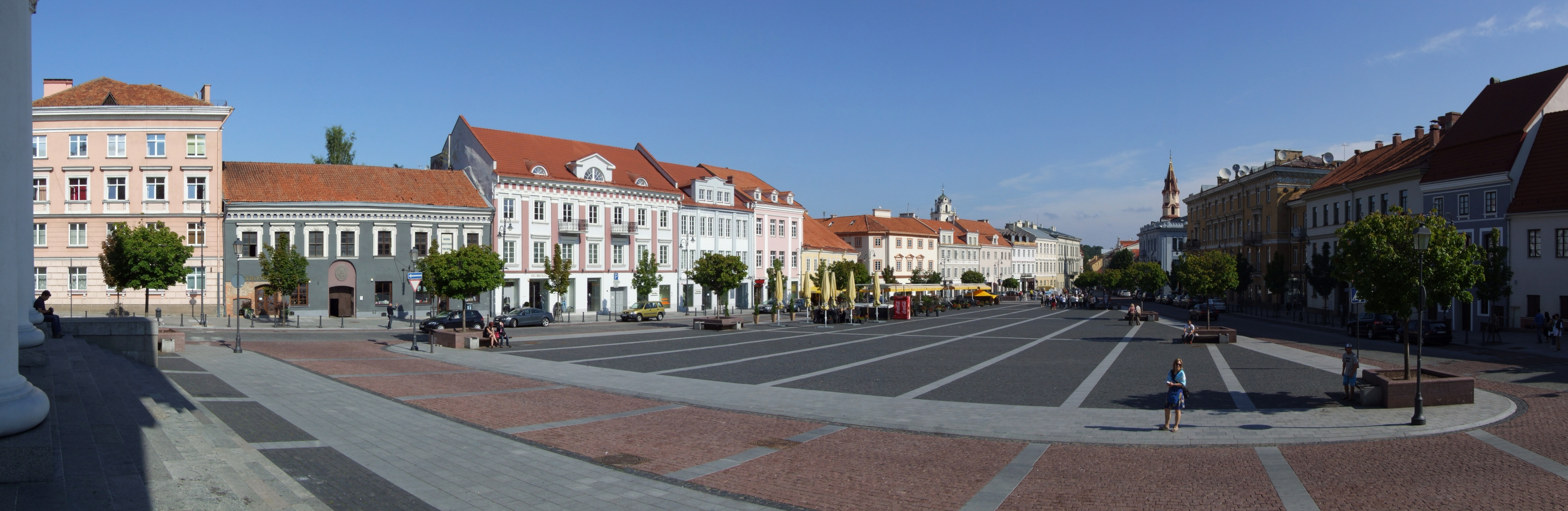
Piazza del municipio di Vilnius dopo la ricostruzione
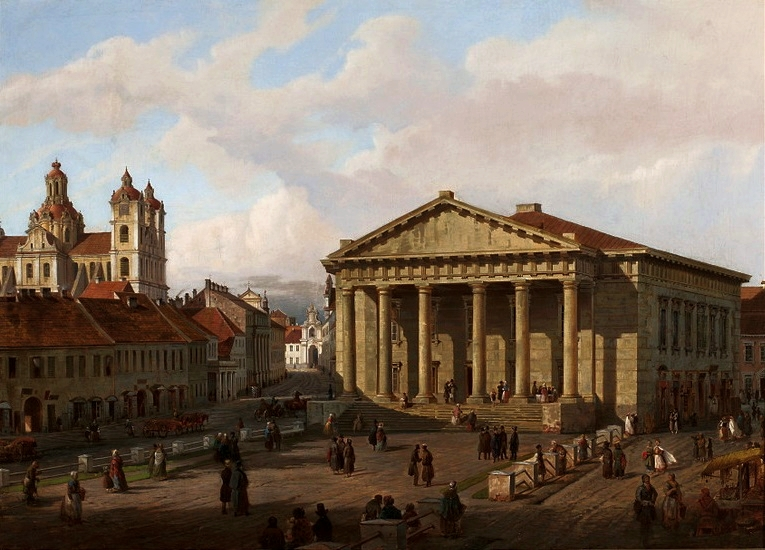
Marcin Zaleski, Municipio di Vilnius, 1863
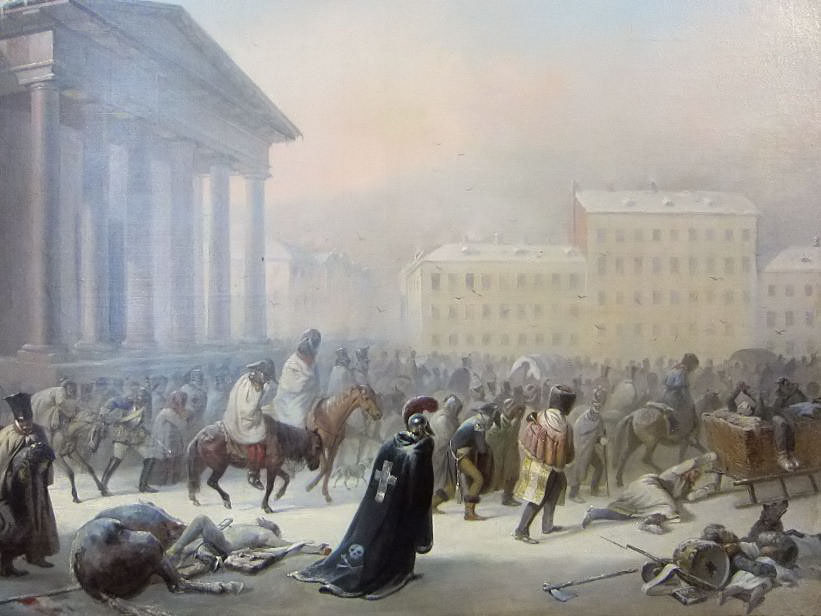
Esercito francese in ritirata dopo l'infruttuosa campagna di Russia nel 1812
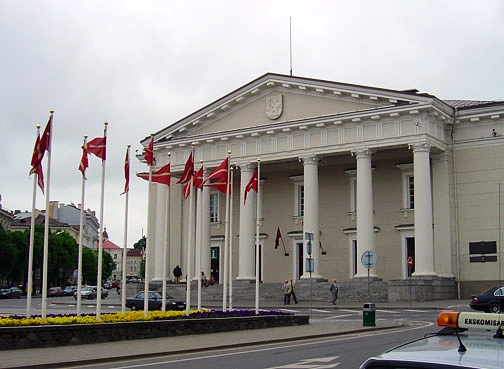
Municipio di Vilnius